# Magnet (Musiker)

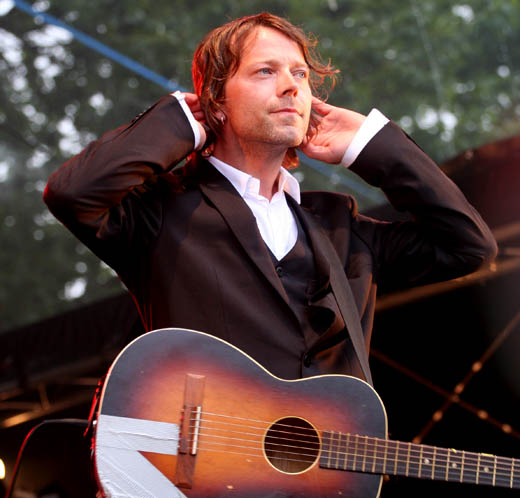
Magnet bei einem Konzert in Grimstad (2007)

Magnet (bürgerlich Even Johansen; * 7. Juni 1970 in Bergen) ist ein norwegischer Singer-Songwriter.

## Karriere
Der im norwegischen Bergen geborene Johansen kam über seinen Vater, der ebenfalls Musiker war, zum Gitarrespielen. Mit seiner Familie lebte er zeitweise in Schottland, wo er das Instrument schließlich erlernte. Mit den von ihm gegründeten Bands Libido und Chocolate Overdose konnte er im norwegischen Untergrund kleinere Erfolge feiern. Sein erstes Soloalbum Quiet & Still veröffentlichte Johansen kurz nach der Auflösung von Libido im Oktober 2000 in seinem Heimatland und ein halbes Jahr später in den Vereinigten Staaten, allerdings zunächst unter seinem bürgerlichen Namen. Den Künstlernamen Magnet wählte er wegen einer vermeintlich magnetischen Tätowierung, die ihm ein indisch-chinesischer Medizinmann zur Behandlung seiner Anämie während eines Drogenrauschs gestochen hatte.
Im Juni 2003 erschien sein zweites Studioalbum On Your Side über das Label Ultimate Dilemma. Zuvor war es bereits in Japan erhältlich. Es erreichte Platz 13 der norwegischen Albumcharts und wurde auch international überwiegend positiv rezipiert. So bezeichnete Daniel Gerhardt das Album in seiner Rezension für Plattentests.de als „phasenweise wundervoll“ und die britische Zeitung The Independent beschrieb es als “work of sinister, charm and beauty” („ein Werk aus Unheimlichkeit, Charme und Schönheit“). Es enthält die später auch durch den 2005 erschienenen Film Mr. & Mrs. Smith bekannt gewordene Coverfassung des Lieds Lay Lady Lay von Bob Dylan. Magnet stieg mit jener Single, ein Duett mit der irischen Sängerin Gemma Hayes, im März 2004 auf Platz 79 der britischen Singlecharts ein und hielt sich dort eine Woche.
Nach Auftritten in Europa und Nordamerika in den Jahren 2003 und 2004 wurde der Musiker von dem amerikanischen Label Atlantic Records unter Vertrag genommen. Über dieses veröffentlichte er im Mai 2005 sein drittes Album The Tourniquet, das Platz 2 der norwegischen Albumcharts belegte und von der Fachpresse erneut gute Bewertungen erhielt. 2006 komponierte er vier Titel für den Soundtrack des Videospiels Dreamfall: The Longest Journey des norwegischen Entwicklerstudios Funcom, die er anschließend auch auf einer gleichnamigen Extended Play veröffentlichte. Im März 2007 folgte sein viertes Studio- und erstes Nummer-eins-Album The Simple Life über Hermetix Records, das in der zweiten Aprilwoche desselben Jahres in die Albumcharts seines Geburtslands einstieg. Gemessen an der Höhe der Chartplatzierung markierte es den vorzeitigen Höhepunkt seiner Karriere, an den er 2011 mit seiner fünften Langspielplatte Ferrofluid nicht mehr anknüpfen konnte. Daraufhin ergab sich eine längere künstlerische Pause, die erst im September 2019 mit der Veröffentlichung der Single Deja Vu zu Ende ging.

## Diskografie

### Studioalben
| Jahr | Titel Musiklabel                 | Höchstplatzierung, Gesamtwochen, AuszeichnungChartplatzierungen (Jahr, Titel, Musiklabel, Platzierungen, Wochen, Auszeichnungen, Anmerkungen) | Höchstplatzierung, Gesamtwochen, AuszeichnungChartplatzierungen (Jahr, Titel, Musiklabel, Platzierungen, Wochen, Auszeichnungen, Anmerkungen) | Anmerkungen                                              |
| Jahr | Titel Musiklabel                 | UK | NO | Anmerkungen                                              |
| ---- | -------------------------------- | --- | --- | -------------------------------------------------------- |
| 2000 | Quiet & Still Rec90              | UK—UK | NO—NO | Erstveröffentlichung: 10. Oktober 2000 als Even Johansen |
| 2003 | On Your Side Ultimate Dilemma    | UK—UK | NO13 Gold · (20 Wo.)NO | Erstveröffentlichung: 28. Mai 2003 Verkäufe: + 20.000    |
| 2005 | The Tourniquet Atlantic Records  | UK—UK | NO2 (11 Wo.)NO | Erstveröffentlichung: 30. Mai 2005                       |
| 2007 | The Simple Life Hermetix Records | UK—UK | NO1 (14 Wo.)NO | Erstveröffentlichung: 26. März 2007                      |
| 2011 | Ferrofluid Warner Music Norway   | UK—UK | NO—NO | Erstveröffentlichung: 2. Dezember 2011                   |

### EPs
| Jahr | Titel Musiklabel       | Höchstplatzierung, Gesamtwochen, AuszeichnungChartplatzierungen (Jahr, Titel, Musiklabel, Platzierungen, Wochen, Auszeichnungen, Anmerkungen) | Höchstplatzierung, Gesamtwochen, AuszeichnungChartplatzierungen (Jahr, Titel, Musiklabel, Platzierungen, Wochen, Auszeichnungen, Anmerkungen) | Anmerkungen                             |
| Jahr | Titel Musiklabel       | UK | NO | Anmerkungen                             |
| ---- | ---------------------- | --- | --- | --------------------------------------- |
| 2004 | Minus Ultimate Dilemma | UK—UK | NO8 (8 Wo.)NO | Erstveröffentlichung: 29. November 2004 |

Weitere EPs
- 2002: Where Happiness Lives
- 2002: Chasing Dreams
- 2003: The Day We Left Town
- 2006: Dreamfall – The Longest Journey Soundtrack
- 2022: Shotgun Rider

### Singles
| Jahr | Titel Album               | Höchstplatzierung, Gesamtwochen, AuszeichnungChartplatzierungen (Jahr, Titel, Album, Platzierungen, Wochen, Auszeichnungen, Anmerkungen) | Höchstplatzierung, Gesamtwochen, AuszeichnungChartplatzierungen (Jahr, Titel, Album, Platzierungen, Wochen, Auszeichnungen, Anmerkungen) | Anmerkungen                                         |
| Jahr | Titel Album               | UK | NO | Anmerkungen                                         |
| ---- | ------------------------- | --- | --- | --------------------------------------------------- |
| 2004 | Lay Lady Lay On Your Side | UK79 (1 Wo.)UK | NO—NO | Erstveröffentlichung: 22. März 2004 mit Gemma Hayes |

Weitere Singles
- 2003: Last Day of Summer
- 2005: Hold On
- 2005: Fall at Your Feet
- 2008: Lonely No More
- 2011: Doldrum Days
- 2011: Stay (feat. Hilde Marie Kjersem)
- 2019: Deja Vu